# Jorge Anaya
Admiral Jorge Isaac Anaya (Bahía Blanca, 27. rujna 1926. – Buenos Aires,  9. siječnja 2008.) bio je bivši zapovjednik argentinske mornarice.  Rođen je u Bahía Blanca, u pokrajini Buenos Airesu. Sudjelovao je u vojnoj diktaturi poznat kao Proces nacionalne reorganizacije  (1976. – 1983.) i, zajedno s Leopoldom Fortunatom Galtierijem i Basilijem Lamijem Dozom, bio je član Treće vojne hunte koja je vladala Argentinom između 1981. i 1982. Bio je glavni tvorac i zagovornik vojnog rješenje dugogodišnjeg spora oko Falklandskog otočja što je dovelo do Falklandskog rata (španjolski: Guerra de las Malvinas).

## Karijera
Godine 1955. kao poručnik Anaya sudjelovao je u vojnom puču tijekom kojeg je svrgnut Juan Domingo Peron.
Kasnije je služio kao argentinski vojni ataše u Londonu.
Godine 1976., tijekom prvog dijela novog vojnog režima, Anaya je načelnik pomorskih operacija.
U prosincu 1981. došlo je do promjene u diktaturi koja je donijela u ured novu huntu na čelu s generalom Leopoldom Galtierijem. Anaya je tada, kao vrhovni zapovjednik ratne mornarice zapovijedio viceadmiralu Juanu Lombardu stvaranje plana za zauzimanje Falklandskih otoka koji su oba predstavila novom v.d. predsjednika.
Tijekom rata iz 1982 .osmislio je i zapovijedio operaciju Algeciras, u kojoj su argentinski komandosi trebali sabotirati britanski ratni brod usidren u Gibraltaru; Plan je bio spriječen u posljednji trenutak, kada su presretene komunikacije.
Na suđenju huntama 1985.   Anaya je oslobođen optužbi za otmice, mučenja, ropstva, skrivanje istine, uzurpaciju moći i lažne izjave.
Godine 1997., španjolski sudac Baltasar Garzón zatražio je uhićenje i izručenje 45 članova argentinske vojske i jednog civila, za zločine genocida, državnog terorizma i mučenja počinjene tijekom "Prljavog rata" iz razdoblja de facto režima, uključujući i Anayu. Zahtjev je odbijen u nekoliko navrata od strane demokratski izabranih argentinskom vladom, ono što je tvrdio da je nedopušten na temelju neprimjenjiva nadležnosti.
Dana 27. srpnja 2003., putem Uredbe 420/03, predsjednik Nestor Kirchner izmijenio je kriterije pod kojim je odbijen zahtjev za izručenje, odredivši da pravni postupci koje je tražio španjolski sud se nastave i tako omogućio nastavak procesa izručenja.
U kolovozu 2003., španjolski premijer José María Aznar zapovijedio je prestanak izručenja za zločine počinjene u Argentini pod de facto režimom. Tu je odluku godine 2005.  kasnije poništio Vrhovni sud, koji je naložio da se Garzonovi zahtjevi za izručenjem nastave. U studenome 2006., dok je čekao ispitivanje istražnog sudca, Anaya je doživio srčani udar te je hitno odvezen u mornaričku bolnici. Ostao je u kućnom pritvoru nakon puštanja iz bolnice ali nije smatran više sposobnim za suđenje  
Umro je 9. siječnja 2008. tijekom kućnog pritvora pod optužbama za kršenje ljudskih prava.